# Enrico Zanetti
 Enrico Zanetti (né le 12 août 1973 à Venise) est un homme politique italien, dirigeant de Choix civique et député de 2013 à 2018.
Il est vice-ministre de l'Économie et des Finances du gouvernement Renzi, mais à sa demande, il n'est pas confirmé à ce poste le 29 décembre 2016 dans le gouvernement Gentiloni.